# Банда Ольсена: Нафтова вендета
«Банда Ольсена: Нафтова вендета» — кінофільм режисера Арні Ліндтнер Несс, що вийшов на екрани в 2005 році.

## Зміст
1960-ті роки. Під час глобального пошуку нафти головний герой, Егон Ольсен, переконує своїх друзів купити парочку акцій на ринку нафти. Проте зовсім скоро молодик розгадує страшну таємницю: лиходій ель-Атан обманює уряд і ніякої нафти в Північному морі немає. Справедлива банда Ольсена намагається донести цю звістку до самого міністра. Та щоб хлопчаки назавжди закрили рот на замок, підступний злочинець викрадає дівчинку на ім’я Вальборг і відвозить її до Єгипту. Допустити такого беззаконня банда Олсена не може.

## Ролі
| Актор              | Роль |
| ------------------ | ---- |
| Тур Міхаель Омодт  | -    |
| Маріт Андреассен   | -    |
| Тронд Бренне       | -    |
| Daniel Damvall     | -    |
| Morten Fagerli     | -    |
| Ян Гронло          | -    |
| Карі Анн Гренсунд  | -    |
| Anders Hatlo       | -    |
| Зольфрід Хейєр     | -    |
| Maren Eikli Hjorth | -    |

## Знімальна група
- Режисер — Арні Ліндтнер Несс
- Сценарист — Арні Ліндтнер Несс
- Продюсер — Rune H. Trondsen, Рой Андерсон